# Małgorzata York
Małgorzata York (ur. 3 maja 1446 w Fotheringhay, zm. 23 listopada 1503 w Mechelen) – angielska arystokratka, księżna Burgundii w latach 1468–1477 jako trzecia żona Karola Zuchwałego, córka Ryszarda Plantageneta i Cecylii Neville.
Jej ojciec był pretendentem do tronu Anglii z linii Yorków.  Usiłując strącić z tronu króla Henryka VI w 1455 r. rozpoczął Wojnę Dwóch Róż i pod koniec 1460 r. zginął w bitwie pod Wakefield. W 1461 r. królem Anglii został jej najstarszy brat Edward IV.  
W 1468 r. Ryszard Neville eskortował Małgorzatę do Margate, skąd odpłynęła do Burgundii. 3 lipca 1468 r. w Damme poślubiła dwukrotnie owdowiałego Karola Zuchwałego, zostając jego trzecią żoną. Para nie miała dzieci. W 1477 r. Małgorzata owdowiała. 
Małgorzata w 1477 r. wysunęła projekt małżeństwa pomiędzy swą jedyną pasierbicą – Marią Burgundzką a swoim bratem, Jerzym księciem Clarence, który był wdowcem po Izabeli Neville, jednak ze względu na sprzeciw Edwarda IV do tego ślubu nie doszło.